# Lipotriches xanthogastra
Lipotriches xanthogastra is een vliesvleugelig insect uit de familie Halictidae. De wetenschappelijke naam van de soort is voor het eerst geldig gepubliceerd in 1926 door Alfken.